# 姆哈斯拉
姆哈斯拉（Mhasla），是印度马哈拉施特拉邦赖加德县的一个城镇。总人口8762（2001年）。

## 人口
该地2001年总人口8762人，其中男性4273人，女性4489人；0—6岁人口1281人，其中男646人，女635人；识字率73.12%，其中男性为76.29%，女性为70.10%。